# Entenza Cinema
L'Entenza Cinema va ser una sala de cinema de barri modesta ubicat al carrer Entença 90-92, cantonada al carrer Consell de Cent. Va obrir el 28 de febrer de 1931 i va funcionar fins al 1936, quan va començar la guerra civil.
L'oferta cinematogràfica de l'Esquerra de l'Eixample la compartia amb el Salón Eslava situat al carrer Mallorca cantonada amb l'avinguda de Roma.
Per la seva estrena va comptar amb un programa triple amb Fausto amb Emil Jannings; El setè cel (Seventh Heaven) de Frank Borzade i El poder de una mirada (If I were single) amb Conrad Nagel i May MacAvoy.
A partir del 1939 es va convertir en un servei de menjador social a càrrec de l'Auxilio Social del règim franquista. No va tornar a funcionar com a cinema i a la premsa van aparèixer anuncis que el posaven a la venda o en lloguer com a local cinematogràfic, fins a la seva desaparició definitiva a partir l'any 1942.